# Тсатхоггуа

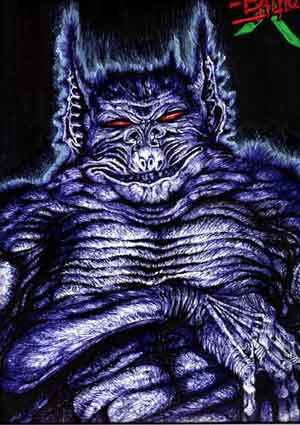
Тсатхоґґуа, ілюстрація Рууда Дірвена

Тсатгоґґуа (англ. Tsathoggua) — вигадана Кларком Ештоном Смітом надприродна істота Міфів Ктулху, яка згадується в його гіперборейському циклі.
Вперше з'являється в оповіданні «The Tale of Satampra Zeiros», написаному в 1929 році і опублікованому в листопадному номері журналу Weird Tales 1931. Його перша поява у пресі, однак, була в оповіданні Лавкрафта «Той, хто шепоче у темряві», написаному у 1930 році і опублікованому в серпневому номері Weird Tales 1931.

## Опис
Зовні Тсатхоґґуа нагадує величезну чорну жабу, яка сидить на троні в темряві величезних печер, оточена почтом. За іншими джерелами він не править у безодні, а скутий і чекає свого часу:

|  | …Н'каі -. Чорна, позбавлена світла область з дивними істотами, що знаходилася нижче Йотха. До того, як виникли істоти Йотха, Н'каі був населений великою цивілізацією, тепер же там носяться лише безформні шматки чорного слизу, які підпорядковані Тсатхоггуа (Безформне Потомство ). |

|  | ... в чорному, позбавленому світла Н'каі, глибоко в зяючих таємних місцях під Землею, лежать скуті Чорні Істоти Тсатхоггуа і Абхотх ". |

Тсатхоґґуа поклонялися в Гіпербореї, де він був одним з верховних божеств. Знаходилися у нього і шанувальники серед інших рас: існував культ в Атлантиді, а також у цивілізації Йота, відомій як діти Йіга.
|  | ... Загибель Йота була визначена, коли цікаві дослідники виявили дорогу до чорної безодні Н'Каі. Тут вони знайшли величезні вівтарі Цатоггуа. Бог-жаба володів нечуваною міццю і мудрістю, і багато змієлюдей стали поклонятися йому, відвернувшись від Йіга. Тоді розгніваний Йіг прокляв народ, який його покинув. Змієлюди Йота пали, втративши свої кінцівки, втрачаючи мову і розум. Вони опустилися до рівня змій, якими були тисячоліття тому. |

## У масовій культурі
Тсатхоґґуа згадується в романі «Конан-буканьєр» Лайона Спрег де Кампа та Ліна Картера, романі «Ілюмінатус!» Роберта Ші та Роберта Антона Вілсона, «Сіра магія: епізод Ейбона» Гері Маєрса. Назву тсатоґґуани мають паразити з роману «Паразити розуму» Коліна Вілсона.
Твори Кларка Ештона Сміта та послідовників, у яких фігурує Тсатхоґґуа, було зібрано Робертом Прайсом у «Цикл Тсатхоґґуа».